# Lachnostoma hastulatum
Lachnostoma hastulatum är en oleanderväxtart som beskrevs av Asa Gray. Lachnostoma hastulatum ingår i släktet Lachnostoma och familjen oleanderväxter. Inga underarter finns listade i Catalogue of Life.